# 大清水 (成田市)
大清水（おおしみず）は、千葉県成田市の大字。郵便番号は286-0122。

## 地理
成田市の南東部に位置し、遠山地区に所属する。
周辺の小菅、駒井野、本三里塚、新駒井野、畑ヶ田、川栗、久米野、吉倉と隣接する。
南北に細長い形をしており、千葉県道62号成田松尾線が通っている。

## 歴史
成田国際空港の敷地に近く、かつて三里塚闘争（成田空港問題）が発生した際には、当地区でも事件等が発生している。1971年（昭和46年）の第二次代執行では、千葉県警察のパトカーが火炎瓶で放火され炎上した。

## 世帯数と人口
2017年（平成29年）10月31日現在の世帯数と人口は以下の通りである。
| 大字   | 世帯数  | 人口  |
| ------ | ------- | ----- |
| 大清水 | 276世帯 | 512人 |

## 小・中学校の学区
市立小・中学校に通う場合、学区は以下の通りとなる。
| 地域 | 小学校                                  | 中学校             |
| ---- | --------------------------------------- | ------------------ |
| 全域 | 成田市立遠山小学校 成田市立三里塚小学校 | 成田市立遠山中学校 |

## 施設

成田市立遠山中学校

三里塚郵便局

- 成田市立遠山中学校
- 成田市遠山公民館
- 三里塚郵便局
- 清水神社
- レンタルのニッケン成田営業所
- 星神社

## 交通

### 道路
- 千葉県道62号成田松尾線（芝山はにわ道・小菅、本三里塚方面）

### バス
- ジェイアールバス関東（東関東支店）多古本線 - 八日市場駅～多古台バスターミナル～成田空港～成田駅
  - （宮下（本三里塚）） - 大清水 - 三里塚郵便局前 - 遠山中学校前 - （遠山農協前（小菅））
    - 一部さくらの山公園（駒井野）を経由する便がある。